# JOSM
JOSM (listenⓘ) (sigla en inglés de Java OpenStreetMap Editor) es un programa libre de escritorio programado en Java para la edición de datos en el proyecto OpenStreetMap. Posee numerosas características avanzadas, lo que hace que su curva de aprendizaje sea mayor que la de otros editores, como el editor por defecto iD. Es muy popular entre los colaboradores que ya poseen cierta experiencia en OpenStreetMap, lo que hace que sea el que registra un mayor número de ediciones en la base de datos del proyecto.
Alguna de la características más notables de JOSM son la importación de archivo GPX, el permitir trabaja con imágenes de satélite u ortofotografías a través de protocolos estándarizados (WMS, TMS y WMTS), soporte para múltiples proyecciones cartográficas, gestión de capas de información, edición de relaciones, validación de errores, filtros y estilos de renderizados entre otras. Muchas de las características adicionales (herramientas para la digitalización de edificios, asistentes para definición correcta de flujos de tráfico, enlaces a artículos de Wikipedia, vista 3D de los datos, etc.) están disponibles a través de componentes de terceros que se descargan desde el propio programa.
La primera versión beta, la cual requería Java 5, fue lanzada el 4 de octubre de 2005, mientras que JOSM 1.0 lo hizo el 22 de enero de 2006. Actualmente el esquema de versionado, el cual utiliza el número de cada conjunto de cambio como código, fue introducido en 2008. En 2014 se reemplazó el logotipo del proyecto como resultado de un concurso abierto para su rediseño.
El software es multiplataforma y viene incluido como paquete en numerosas distribuciones Linux, tales como Ubuntu. Del mismo están disponibles archivos ejecutables .jar y .jnlp que no requieren instalación. 
El proyecto OpenStreetMap recomienda su uso frente a otros editores si se va a realizar trabajos intensos de edición o importación de datos.